# Dream Street (banda)
Dream Street era uma boy band que foi formada no início de 1999 e separou-se em 2001.

## História

### Primórdios
O grupo foi inicialmente criada em conjunto pelos produtores Baldonieri Louis e Brian Lukow e intitulado "Boy Wonder" (um nome emprestado a partir da alcunha de comic book a partir do personagem Robin Batman graphic novels e filmes). A banda incluiu vários meninos 11-14 anos de idade a partir da Broadway e New York agindo em cena.  Lukow Baldonieri e manifestou o desejo de fazer um impacto sobre a indústria da música pop com a introdução de um grupo de adolescentes para a cena, todos os quais tinham antes tinham experiencia em canto. Entre esses membros originais eram Greg Raposo e Chris Trousdale, que iriam continuar a remade para o grupo em 1998.
Jesse McCartney, Gregory Raposo, Matt Ballinger, Frankie Galasso, e Chris Trousdale passaria a ser o novo rosto do grupo, e foi dado o nome de "Dream Street" (que, aliás, era o nome que Lukow Baldonieri daria à gravação e estúdio na cidade de Nova York). A única canção original foi mantido eles intitulado Jennifer Goodbye, que foi inicialmente escrita como uma balada folk-pop e, em seguida, foi mudado em sua encarnação moderna meses mais tarde.
A seu álbum foi lançado em 2001 e foi certificado ouro nos os EUA pela RIAA. A última liberação Dream Street foi na trilha sonora para o filme lançado 2002 "The Biggest Fan"  estrelando antigo membro Dream Street Chris Trousdale.

### Declínio
Um dos grandes fatores que contribuiu foi o declínio da popularidade e apelo pop teen movimento em torno de 2001 e 2002.
No início de 2002, quatro dos membros e dos seus pais (McCartney, Raposo, Ballinger, e Gallasso) mafesentou contra o naipe Baldonieri Louis e Brian Lukow de revogar a sua aprovação prévia da sua produção inicial acordo.  Os membros perdeu a ação judicial em última instância, porém, se efectivamente pôr termo ao grupo, e os membros desativados para vários projetos solo. Chris Trousdale optaram por permanecer com Baldonieri e Lukow, e continua a gravar sob a sua orientação.